# Germania (empresa)
Germania Fluggesellschaft mbH foi  uma companhia aérea sediada em Berlim, na Alemanha. Originalmente focada em operações de fretamento, nos últimos anos a Germania tinha mudado para se tornar uma transportadora regular, embora alguns voos charter ainda estivessem voando sob a marca.
Declarou falência e encerrou as operações em 4 de fevereiro de 2019 devido a questoes economicas

## Frota

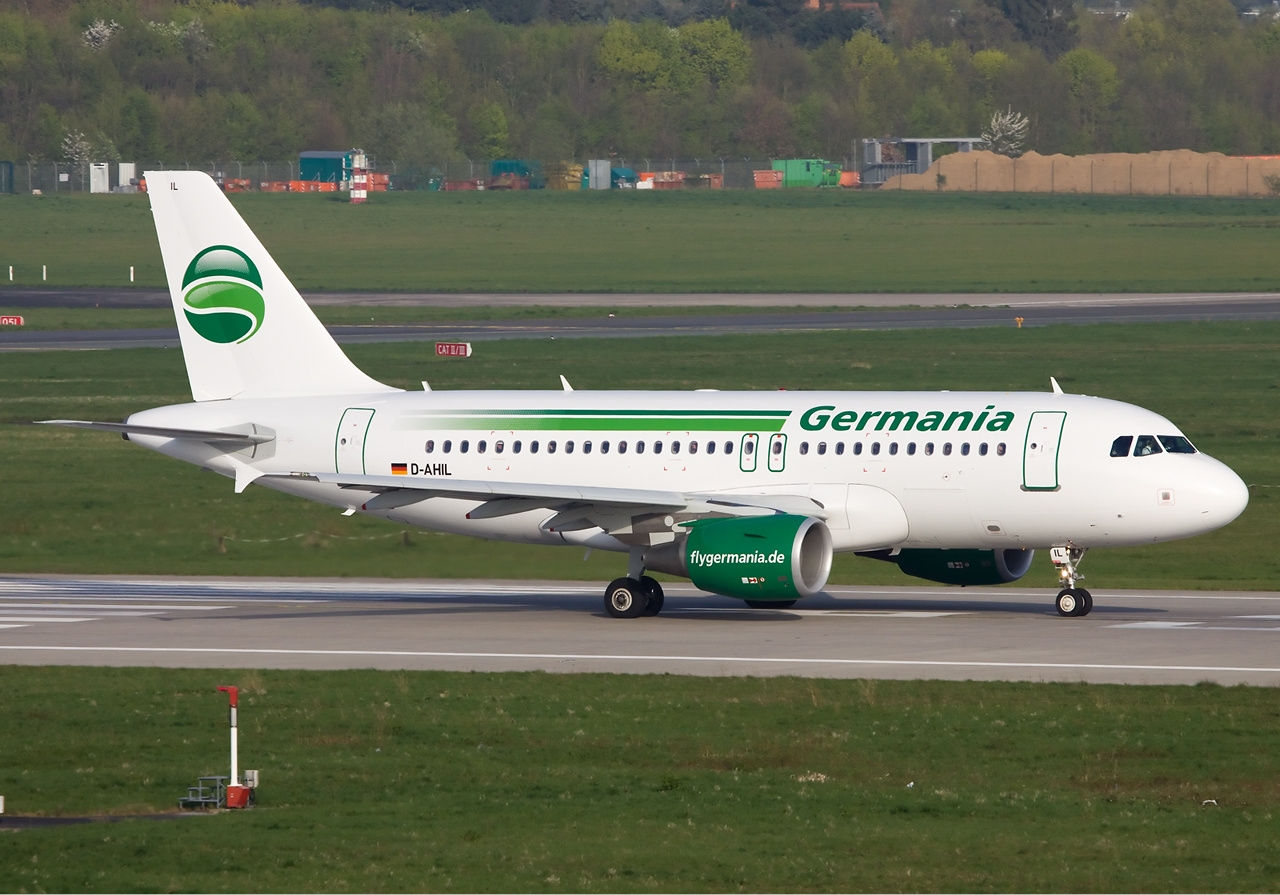
Airbus A319 da Germania.

Em novembro de 2016.
- 8 Airbus A319-100
- 4 Airbus A321-200
- 10 Boeing 737-700